# Courant de refroidissement

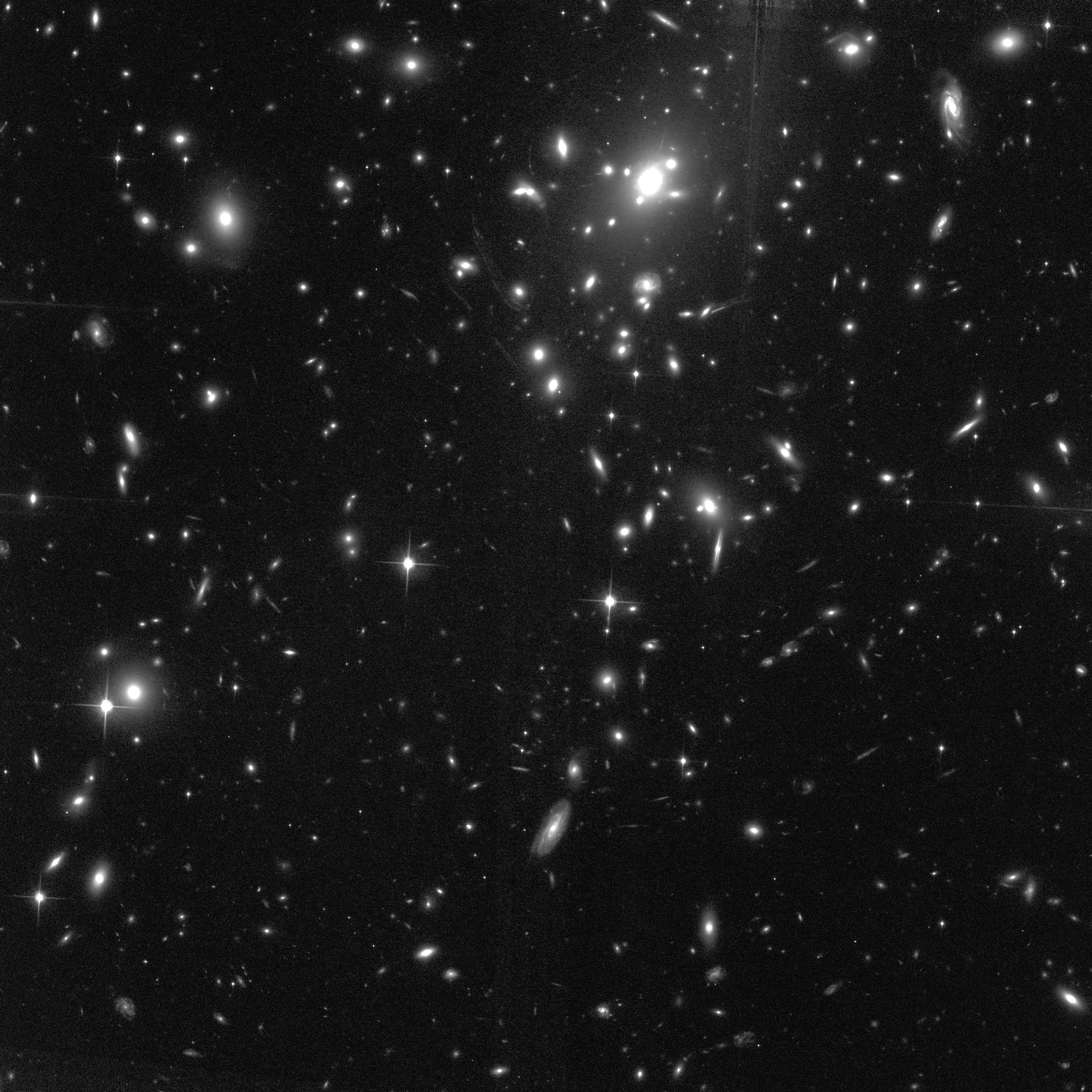
Amas de galaxies Abell 1835

Un courant de refroidissement se développe dans le centre d'amas de galaxies suivant la théorie selon laquelle le milieu intra-amas devrait se refroidir rapidement à un taux de quelques dizaines à quelques milliers de masses solaires par an. Cela est dû au fait que le gaz intra-amas (un plasma) perd son énergie par émission de rayons X. La luminosité en rayons X est proportionnelle au carré de la densité, qui s'élève fortement vers le centre de nombreux amas. Ainsi la température centrale tombe jusqu'à typiquement le tiers ou la moitié de la température en périphérie de l'amas. L'échelle de temps de refroidissement du gaz intra-amas est relativement courte pour une échelle de temps astronomique, moins d'un milliard d'années. Comme le gaz au centre de l'amas se refroidit, la pression du milieu intra-amas provoque la chute vers le centre d'encore plus de matériel, induisant ainsi le courant de refroidissement.
À l'état stationnaire, le taux de dépôt de masse, i.e. le taux auquel le plasma se refroidit, est donné par 
{\displaystyle {\dot {M}}={\frac {2}{5}}{\frac {L\mu m}{kT}},}
où L est la luminosité bolométrique (i.e. sur l'ensemble du spectre) de la région de refroidissement, T est sa température, k est la constante de Boltzmann et μm est la masse moléculaire moyenne.
Les experts pensent actuellement que le phénomène de refroidissement très important attendu est en fait beaucoup plus faible que prévu, car il y a peu de preuve de présence de gaz frais émetteur en rayons X dans de nombreux amas concernés. Il s'agit là du paradoxe des courants de refroidissement. Divers phénomènes ont été proposés pour expliquer la rareté des évidences observationnelles prouvant ce refroidissement :
- Chauffage par le Noyau Actif de Galaxie (NAG) au centre de l'amas de galaxies, éventuellement par l'intermédiaire d'ondes acoustiques (comme on le voit dans les amas de Persée et de la Vierge)
- Conduction thermique de la chaleur à partir de la périphérie des amas
- Chauffage par rayons cosmiques
- Dissimulation du gaz frais par un matériel absorbant
- Mélange du gaz frais avec un matériel plus chaud

Le chauffage par les NAG est l'explication la plus répandue, car ils émettent beaucoup d'énergie pendant leur durée de vie. De plus, certaines des autres alternatives proposées se heurtent à des problèmes théoriques. 